# Víctor Alejandro Aguilar Ledesma
Mons. Víctor Alejandro Aguilar Ledesma (* 5. dubna 1965, San Guillermo) je mexický římskokatolický duchovní a biskup Celaye.

## Život
Narodil se 5. dubna 1965 v San Guillermo.
Studoval teologii a filozofii v kněžském semináři v Morelii a pastoraci rodin na Papežské lateránské univerzitě v Římě.
Dne 10. prosince 1989 jej arcibiskup Estanislao Alcaraz y Figueroa vysvětil na kněze. Po vysvěcení zastával různé funkce jako je; farní vikář, vedoucí diecézního sekretariátu pro evangelizaci a katechezi, kaplan klarisek, diecézní koordinátor pro pastoraci rodin. Byl také farářem farnosti El Señor de la Clemencia v Curumbatíu, biskupským vikářem Zóny IV. a profesorem ve Vyšším semináři v Morelii.
Dne 1. prosince 2015 jej papež František jmenoval pomocným biskupem arcidiecéze Morelia a titulárním biskupem z Castula. Biskupské svěcení přijal 25. února 2016. Světiteli byli kardinál Alberto Suárez Inda, arcibiskup Christophe Pierre a biskup Carlos Suárez Cázares.
Dne 12. června 2021 byl ustanoven biskupem diecéze Celaya.